# 石家荘市
石家荘市（せっかそう-し/シージャーヂュアン-し、中国語:石家庄市、拼音: Shíjiāzhuāng、英語:Shijiazhuang）は、中華人民共和国河北省に位置する地級市。河北省の省都である。常住人口約1,078万人、都市圏人口約354万人。都市圏人口で河北省最多の人口を持つ都市であり、省内の経済・金融・文化の中心となっている。

## 地理
石家荘市の西には太行山脈がそびえ、滹沱河が山脈を貫いて市域を東西に流れている。

## 歴史
新楽市には伏羲台が残り、伝説上の伏羲氏の故地である。戦国時代には中山国が形成され、平山県には中山国の都城遺跡が残り、中山王墓からは珍奇な文物が出土している。
唐代に臨済義玄が臨済寺（正定県）で臨済宗を開いた。
宋元時期に真定は元朝人と開封か鄭州の人の転居先の地方。
清代は真定府獲鹿県所属の小村に過ぎなかったが、1902年、フランスとベルギーにより京広線が敷設された際に駅が設置されると交通拠点として発展し、次第に正定から華北の拠点としての地位を奪い始めた。1925年には石門と呼ばれるようになった。1937年日本軍の占領下で華北の重要な軍事拠点となり、1947年、正式に石門市として市制が施行された。
1968年に河北省の省都となった。

## 行政区画
8市轄区・3県級市・11県を管轄する。
- 市轄区：
  - 長安区・橋西区・新華区・裕華区・藁城区・欒城区・鹿泉区・井陘鉱区
- 県級市：
  - 辛集市・晋州市・新楽市
- 県：
  - 深沢県・無極県・趙県・高邑県・元氏県・賛皇県・井陘県・平山県・霊寿県・行唐県・正定県

| 石家荘市の地図 |
| --- |
| 長安区 橋 西 区 新華区 1 裕華区 欒城区 藁城区 鹿泉区 井陘県 正定県 行唐県 霊 寿 県 高邑県 深沢県 賛皇県 無極県 平山県 元氏県 趙県 辛集市 晋州市 新楽市 1. 井陘鉱区 |

### 年表
この節の出典

#### 石家荘市(第1次)
- 1949年10月1日 - 中華人民共和国河北省石家荘市が発足。一区から八区までの区が成立。(8区)
- 1950年3月12日 - 石家荘専区井陘県の一部が分立し、井陘鉱区が発足。(9区)
- 1950年8月22日 (7区)
  - 五区・八区が合併し、五区が発足。
  - 六区・七区が合併し、六区が発足。
- 1953年6月8日 (7区)
  - 一区の一部が四区に編入。
  - 三区の一部が二区に編入。
  - 四区の一部が三区に編入。
- 1953年10月15日 - 五区・六区が合併し、市郊区が発足。(6区)
- 1955年7月1日 - 一区が新華区に、二区が永安区に、三区が東華区に、四区が和平区にそれぞれ改称。(6区)
- 1955年12月30日 (5区)
  - 新華区・永安区が合併し、橋西区が発足。
  - 東華区・和平区の各一部が合併し、橋東区が発足。
  - 東華区の残部・和平区の残部が合併し、長安区が発足。
  - 市郊区の一部が橋東区・長安区に分割編入。
- 1956年3月15日 - 石家荘専区獲鹿県の一部が市郊区に編入。(5区)
- 1956年4月11日 - 井陘鉱区の一部が石家荘専区井陘県に編入。(5区)
- 1957年4月29日 (5区)
  - 石家荘専区正定県・欒城県の各一部が市郊区に編入。
  - 石家荘専区井陘県の一部が井陘鉱区に編入。
- 1957年8月1日 (5区)
  - 市郊区の一部が長安区・橋東区に分割編入。
  - 橋西区の一部が橋東区に編入。
- 1958年4月28日 - 石家荘市が石家荘専区に編入。

#### 石家荘専区(1949年-1960年)
- 1949年10月1日 - 中華人民共和国河北省石家荘専区が成立。獲鹿県・晋県・藁城県・趙県・欒城県・正定県・高邑県・元氏県・賛皇県・井陘県・束鹿県・平山県・霊寿県・建屏県が発足。(14県)
- 1949年10月26日 - 束鹿県の一部が分立し、辛集鎮が発足。(14県1鎮)
- 1950年3月12日 - 井陘県の一部が分立し、石家荘市井陘鉱区となる。(14県1鎮)
- 1950年5月20日 - 獲鹿県の一部が欒城県に編入。(14県1鎮)
- 1950年7月 - 獲鹿県の一部が欒城県に編入。(14県1鎮)
- 1951年1月11日 - 辛集鎮が束鹿県に編入。(14県)
- 1951年7月6日 - 束鹿県の一部が分立し、辛集鎮が発足。(14県1鎮)
- 1952年10月16日 - 衡水専区衡水県・深県・武強県・武邑県・棗強県・冀県を編入。(20県1鎮)
- 1953年6月4日 - 藁城県の一部が正定県に編入。(20県1鎮)
- 1953年11月6日 - 辛集鎮が束鹿県に編入。(20県)
- 1954年4月24日 (25県)
  - 定県専区行唐県・新楽県・無極県・深沢県・安平県・饒陽県を編入。
  - 武強県が滄県専区に編入。
- 1955年8月25日 - 滄県専区故城県の一部が棗強県に編入。(25県)
- 1955年12月20日 - 山西省楡次専区平定県の一部が井陘県に編入。(25県)
- 1955年12月30日 - 新楽県の一部が行唐県に編入。(25県)
- 1956年3月15日 - 獲鹿県の一部が石家荘市市郊区に編入。(25県)
- 1956年4月11日 - 石家荘市井陘鉱区の一部が井陘県に編入。(25県)
- 1956年6月29日 - 井陘県の一部が建屏県に編入。(25県)
- 1956年6月 - 行唐県・新楽県の各一部が霊寿県に編入。(25県)
- 1956年7月10日 - 無極県の一部が晋県に編入。(25県)
- 1956年7月26日 - 正定県の一部が新楽県に編入。(25県)
- 1956年7月 (25県)
  - 新楽県の一部が無極県・藁城県に分割編入。
  - 藁城県の一部が新楽県に編入。
- 1956年10月9日 - 饒陽県の一部が深県に編入。(25県)
- 1957年1月15日 - 井陘県の一部が平山県に編入。(25県)
- 1957年3月22日 - 山西省楡次専区平定県の一部が井陘県に編入。(25県)
- 1957年4月29日 (25県)
  - 正定県・欒城県の各一部が石家荘市市郊区に編入。
  - 井陘県の一部が石家荘市井陘鉱区に編入。
- 1957年8月14日 - 保定専区安国県の一部が安平県に編入。(25県)
- 1957年12月9日 (25県)
  - 行唐県の一部(劉庫池村)が霊寿県に編入。
  - 霊寿県の一部(康荘村・南霍営村)が行唐県に編入。
  - 衡水県の一部が滄県専区武強県に編入。
- 1958年3月25日 - 深県の一部が滄県専区武強県に編入。(25県)
- 1958年3月 - 饒陽県が滄県専区に編入。(24県)
- 1958年4月28日 - 石家荘市、邢台専区寧晋県・新河県を編入。石家荘市が県級市に降格。(1市26県)
- 1958年5月15日 - 保定専区阜平県の一部が霊寿県に編入。(1市26県)
- 1958年5月29日 - 高邑県・元氏県が合併し、高元県が発足。(1市25県)
- 1958年5月30日 - 天津専区武強県の一部が深県に編入。(1市25県)
- 1958年7月17日 - 石家荘市の一部が井陘県に編入。(1市25県)
- 1958年9月5日 - 晋県・深沢県が合併し、晋深県が発足。(1市24県)
- 1958年9月9日 - 正定県・欒城県・獲鹿県の各一部が石家荘市に編入。(1市24県)
- 1958年12月20日 (1市9県)
  - 武邑県・棗強県・冀県が衡水県に編入。
  - 安平県が深県に編入。
  - 晋深県が束鹿県に編入。
  - 無極県・欒城県が藁城県に編入。
  - 新河県・趙県が寧晋県に編入。
  - 建屏県が平山県に編入。
  - 高元県・賛皇県が合併し、元氏県が発足。
  - 霊寿県が正定県に編入。
  - 行唐県が新楽県に編入。
  - 井陘県・獲鹿県が石家荘市に編入。
- 1960年2月26日 - 正定県の一部が石家荘市に編入。(1市9県)
- 1960年4月21日 - 天津市献県の一部が深県に編入。(1市9県)
- 1960年5月3日 
  - 石家荘市が地級市の石家荘市に昇格。
  - 衡水県・深県・束鹿県・藁城県・寧晋県・平山県・元氏県・正定県・新楽県が石家荘市に編入。

#### 石家荘市(第2次)
- 1960年5月3日 - 石家荘専区石家荘市が地級市の石家荘市に昇格。橋西区・橋東区・長安区・郊区・井陘区・獲鹿区が成立。(6区9県)
  - 石家荘専区衡水県・深県・束鹿県・藁城県・寧晋県・平山県・元氏県・正定県・新楽県を編入。
- 1960年5月26日 - 井陘区・獲鹿区が合併し、井陘県が発足。(4区10県)
- 1960年5月 - 郊区が橋西区・橋東区・長安区に分割編入。(3区10県)
- 1960年6月30日 - 井陘県の一部(旧獲鹿区)が橋西区に編入。(3区10県)
- 1960年6月 - 平山県の一部が橋西区に編入。(3区10県)
- 1960年7月1日 - 藁城県の一部が橋東区に編入。(3区10県)
- 1960年10月19日 - 元氏県の一部が井陘県に編入。(3区10県)
- 1960年12月8日 - 井陘県の一部が分立し、井陘鉱区が発足。(4区10県)
- 1961年5月1日 - 橋西区の一部(旧獲鹿区の大部分)が井陘県に編入。(4区10県)
- 1961年5月23日 - 石家荘市が石家荘専区に降格。

#### 石家荘地区(1961年-1993年)
- 1961年5月23日 - 石家荘市が石家荘専区に降格。(1市10県)
  - 橋西区・橋東区・長安区・井陘鉱区が合併し、県級市の石家荘市が発足。
- 1961年6月7日 - 滄州専区献県の一部が深県に編入。(1市10県)
- 1961年7月9日 (1市13県)
  - 寧晋県が邢台専区に編入。
  - 衡水県の一部が分立し、冀県が発足。
  - 深県の一部が分立し、安平県が発足。
  - 束鹿県の一部が分立し、晋県が発足。
  - 石家荘市、邢台専区寧晋県の各一部が合併し、趙県が発足。
- 1962年2月19日 - 藁城県の一部が正定県に編入。(1市13県)
- 1962年3月27日 (1市25県)
  - 衡水県の一部が分立し、武邑県が発足。
  - 冀県・衡水県の各一部が合併し、棗強県が発足。
  - 深県の一部が分立し、武強県が発足。
  - 安平県の一部が分立し、饒陽県が発足。
  - 晋県の一部が分立し、深沢県が発足。
  - 趙県・石家荘市の各一部が合併し、欒城県が発足。
  - 藁城県の一部が分立し、無極県が発足。
  - 正定県の一部が分立し、霊寿県が発足。
  - 新楽県の一部が分立し、行唐県が発足。
  - 井陘県・石家荘市の各一部が合併し、獲鹿県が発足。
  - 元氏県の一部が分立し、賛皇県・高邑県が発足。
- 1962年4月17日 - 新楽県の一部が正定県に編入。(1市25県)
- 1962年4月 - 饒陽県の一部が武強県に編入。(1市25県)
- 1962年6月27日 - 衡水県・冀県・武強県・武邑県・深県・棗強県・安平県・饒陽県が衡水専区に編入。(1市17県)
- 1963年1月 - 平山県の一部が獲鹿県に編入。(1市17県)
- 1964年12月5日 - 石家荘市の一部が正定県・欒城県・井陘県に分割編入。(1市17県)
- 1965年4月29日 (1市17県)
  - 井陘県の一部が石家荘市に編入。
  - 欒城県の一部が正定県に編入。
- 1967年11月 - 石家荘専区が石家荘地区に改称。(1市17県)
  - 霊寿県の一部が獲鹿県に編入。
- 1968年9月17日 - 井陘県の一部が石家荘市に編入。(1市17県)
- 1975年8月21日 - 獲鹿県の一部が霊寿県に編入。(1市17県)
- 1978年3月11日 - 石家荘市が地級市の石家荘市に昇格。(17県)
- 1982年1月30日 - 獲鹿県・霊寿県の各一部が平山県に編入。(17県)
- 1982年12月4日 - 行唐県の一部が保定地区曲陽県に編入。(17県)
- 1983年11月15日 - 獲鹿県・井陘県が石家荘市に編入。(15県)
- 1984年8月22日 - 平山県の一部が霊寿県、石家荘市獲鹿県に分割編入。(15県)
- 1986年3月5日 - 束鹿県が市制施行し、辛集市となる。(1市14県)
- 1986年4月5日 - 正定県・欒城県が石家荘市に編入。(1市12県)
- 1989年7月27日 - 藁城県が市制施行し、藁城市となる。(2市11県)
- 1991年11月30日 - 晋県が市制施行し、晋州市となる。(3市10県)
- 1992年10月8日 - 新楽県が市制施行し、新楽市となる。(4市9県)
- 1993年6月19日 - 辛集市・藁城市・晋州市・新楽市・行唐県・霊寿県・高邑県・深沢県・賛皇県・無極県・平山県・元氏県・趙県が石家荘市に編入。

#### 石家荘市(第3次)
- 1978年3月11日 - 石家荘地区石家荘市が地級市の石家荘市に昇格。紅衛区・新華区・橋東区・東方紅区・郊区・井陘鉱区が成立。(6区)
- 1980年1月1日 - 郊区の一部が紅衛区に編入。(6区)
- 1980年5月12日 (6区)
  - 紅衛区が橋西区に改称。
  - 東方紅区が長安区に改称。
- 1983年11月15日 - 石家荘地区獲鹿県・井陘県を編入。(6区2県)
- 1984年8月22日 - 石家荘地区平山県の一部が獲鹿県に編入。(6区2県)
- 1986年3月6日 - 郊区の一部が橋東区・新華区・長安区に分割編入。(6区2県)
- 1986年4月5日 - 石家荘地区正定県・欒城県を編入。(6区4県)
- 1989年12月8日 - 井陘鉱区が井陘県に編入。(5区4県)
- 1989年12月 - 郊区の一部が長安区・橋西区・橋東区に分割編入。(5区4県)
- 1992年5月30日 - 井陘県の一部が分立し、井陘鉱区が発足。(6区4県)
- 1993年6月19日 - 石家荘地区辛集市・藁城市・晋州市・新楽市・行唐県・霊寿県・高邑県・深沢県・賛皇県・無極県・平山県・元氏県・趙県を編入。(6区4市13県)
- 1994年5月18日 - 獲鹿県が市制施行し、鹿泉市となる。(6区5市12県)
- 2001年1月22日 (6区5市12県)
  - 正定県・欒城県・長安区・郊区の各一部が合併し、裕華区が発足。
  - 正定県・郊区の各一部が長安区に編入。
  - 郊区の残部が橋西区・新華区・橋東区に分割編入。
- 2014年9月9日 (8区3市11県)
  - 橋東区が長安区・橋西区に分割編入。
  - 藁城市が区制施行し、藁城区となる。
  - 鹿泉市が区制施行し、鹿泉区となる。
  - 欒城県が区制施行し、欒城区となる。

## 気候
| 石家荘 (1971-2000)の気候                     | 石家荘 (1971-2000)の気候 | 石家荘 (1971-2000)の気候 | 石家荘 (1971-2000)の気候 | 石家荘 (1971-2000)の気候 | 石家荘 (1971-2000)の気候 | 石家荘 (1971-2000)の気候 | 石家荘 (1971-2000)の気候 | 石家荘 (1971-2000)の気候 | 石家荘 (1971-2000)の気候 | 石家荘 (1971-2000)の気候 | 石家荘 (1971-2000)の気候 | 石家荘 (1971-2000)の気候 | 石家荘 (1971-2000)の気候 |
| 月                                           | 1月                      | 2月                      | 3月                      | 4月                      | 5月                      | 6月                      | 7月                      | 8月                      | 9月                      | 10月                     | 11月                     | 12月                     | 年                       |
| -------------------------------------------- | ------------------------ | ------------------------ | ------------------------ | ------------------------ | ------------------------ | ------------------------ | ------------------------ | ------------------------ | ------------------------ | ------------------------ | ------------------------ | ------------------------ | ------------------------ |
| 平均最高気温 °C （°F）                       | 3.6 (38.5)               | 6.7 (44.1)               | 13.3 (55.9)              | 21.5 (70.7)              | 27.2 (81)                | 32.0 (89.6)              | 31.8 (89.2)              | 30.2 (86.4)              | 26.8 (80.2)              | 20.6 (69.1)              | 11.9 (53.4)              | 5.4 (41.7)               | 19.3 (66.7)              |
| 平均最低気温 °C （°F）                       | −6.6 (20.1)              | −3.7 (25.3)              | 2.2 (36)                 | 9.4 (48.9)               | 14.7 (58.5)              | 19.8 (67.6)              | 22.4 (72.3)              | 21.4 (70.5)              | 15.9 (60.6)              | 9.1 (48.4)               | 1.5 (34.7)               | −4.2 (24.4)              | 8.5 (47.3)               |
| 降水量 mm （inch）                           | 3.9 (0.154)              | 7.4 (0.291)              | 11.3 (0.445)             | 17.8 (0.701)             | 36.9 (1.453)             | 56.7 (2.232)             | 141.1 (5.555)            | 148.3 (5.839)            | 48.1 (1.894)             | 27.3 (1.075)             | 13.2 (0.52)              | 5.1 (0.201)              | 517.1 (20.358)           |
| % 湿度                                       | 55                       | 53                       | 52                       | 52                       | 57                       | 59                       | 75                       | 78                       | 71                       | 67                       | 65                       | 60                       | 62                       |
| 平均月間日照時間                             | 174.0                    | 176.8                    | 205.9                    | 236.0                    | 265.8                    | 247.6                    | 201.0                    | 198.3                    | 206.7                    | 193.5                    | 164.1                    | 157.3                    | 2,427                    |
| 出典：中国气象局 国家气象信息中心 2009-09-10 |                          |                          |                          |                          |                          |                          |                          |                          |                          |                          |                          |                          |                          |

## 経済
中国でも著名な商品集散地で、全国十大商業市場のうち、南三条商業市場と新華商業市場がある。また、著名な薬都でもあり、石家荘の製薬工業は上海市に次ぐ規模となっている。かつては紡績業も盛んであったが、衰退しており、市政府は薬都として発展させる計画である。日本向けの冷凍食品を製造している天洋食品もここにある。

## 交通
- 空路
  - 石家荘正定国際空港 - 市中心部から北北東に38kmほど離れている。長沙、重慶、青島、南京、東勝、成都、杭州、上海、合肥、広州、銀川、フフホト、ハルビン、蘭州、鄭州、三亜、長春、名古屋（国際線：日本）、ソウル（国際線：韓国）への便がある。

上海便は1日2便あり、日本から訪れる際には上海またはソウル経由がよく使われていたが、中国大手LCC春秋航空による運航で2015年6月より名古屋/中部国際空港からの直行定期国際便が開設された為、利便性が高まった。
現在日本国内への定期国際便は春秋航空運航による中部国際空港線のみである。
- 鉄道
  - 京広線 - 北京西駅から広州駅に至る在来線。北京、武昌、桂林、昆明、広州、長沙、南昌、南寧、三亜、貴陽などへの在来線の便がある。
  - 京港旅客専用線 - 北京西駅から香港西九龍駅に至る高速鉄道路線。京広線同様全国各都市への便がある。同路線の最速達列車であり、北京-香港間を結ぶ京港高速列車（中国語版）、寝台列車の京港寝台高速列車（中国語版）が利用可能である。
  - 石太線 - 石太旅客専用線に並行する在来線。
  - 石太旅客専用線 - 石家荘北駅（中国語版）から太原駅までCRHで約1時間20分、客車列車（石太旅客専用線経由）約2時-2時30分。
  - 石徳線 - 石家荘駅または石家荘北駅から徳州駅まで在来線で約2時間45分。
  - 石済旅客専用線 - 石家荘駅から済南東駅（中国語版）に至る高速鉄道路線。
- 地下鉄
  - 石家荘地下鉄1号線、2号線、3号線の3路線ある。
- 道路
  - 高速バス - 北京、天津、済南、青島、上海、南京、鄭州、温州、莆田、広州、瀋陽、ハルビン、唐山などへの便がある。北京まで所要約3時間30分。
  - 北京と珠海を結ぶ京港澳高速道路を形成する京石高速道路が1993年に開通している。
  - G107国道、G307国道、G308国道（中国語版）の3本の国道が通る。

## 教育
- 河北師範大学
- 河北科技大学
- 河北医科大学
- 河北経貿大学
- 河北地質大学
- 石家荘鉄道大学
- 解放軍陸軍学院
- 解放軍工程技術学院
- 石家荘医学高等専科学校
- 河北伝媒学院

## 文化
正定県に「常山戦鼓」と称する伝統的な銅鑼の演奏があり、戦鼓演奏隊が組織されている。常山は歴史上の常山郡に因む。

## 出身者
- 趙佗（真定県、秦末から漢初にかけて存在した南越国の初代王）
- 趙雲（真定県、三国時代の劉備配下の武将）
- 李華（賛皇県、唐の詩人）
- 李徳裕（賛皇県、中国唐代の政治家）
- 曹彬（北宋の武将）
- 韓山童（欒城県、元末の群雄の一人）

## 友好都市
- 日本 長野県長野市
- カナダ サスカチュワン州サスカトゥーン市